# Invertido Ediciones
Invertido Ediciones es una editorial chilena con sede en Santiago, especializada en literatura y autores LGBTIQ+. Fue fundada en 2019 y su propósito es «la publicación y difusión de libros de diversos géneros asociados al colectivo LGBTIQ+, dando cabida tanto a textos que aborden las problemáticas de las diversidades sexuales y de género, como también a autores pertenecientes a la comunidad».

## Publicaciones

### Colección «Letra Invertida»
En agosto de 2020 fueron publicadas tres plaquettesque abrieron la colección Letra Invertida. Estos cuentos buscaban mostrar las primeras representaciones de la comunidad LGBTIQ+ en la literatura latinoamericana. En febrero de 2021, publicaron tres nuevas plaquettes que cerraron el primer ciclo de cuentos. Estos cuentos son:
1. Davis[5] del autor chileno Augusto d'Halmar
2. Al subir el aguaje del autor ecuatoriano Joaquín Gallegos Lara
3. Marta y Hortensia del autor guatemalteco Enrique Gómez Carrillo
4. Lorenzita del autor peruano Manuel Atanasio Fuentes
5. Marcos, amador de la belleza del autor uruguayo Alberto Nin Frías
6. El ruiseñor y la rosa del autor irlandés Oscar Wilde

Luego de estas publicaciones, en septiembre de 2022 decidieron publicar nuevos títulos a esta colección. En esta ocasión, solo publicaron a mujeres y personas no binarias nacionales con los siguientes títulos:
1. Cénit de Tamine Rasse Cartes[6]
2. Confesión de Catalina Lufín Pacheco[7]
3. Artesanía fungal de Marion Garolera[8]
4. La sirenita de TopoPanda[9]

### Otras publicaciones
En diciembre de 2021 publicó Travestis Callejeras de Acción Revolucionaria, libro que reúne los discursos y entrevistas de la activista trans afroamericana Marsha P. Johnson y la descendiente de venezolanos, Sylvia Rivera. El libro cuenta con un prólogo escrito por Emilia Schneider en el que se «acerca la discusión a la realidad nacional y releva la importancia de no olvidar la propia historia donde primaba el discurso neoliberal y medicalizante que hegemonizaba las realidades disidentes».
En marzo de 2023 publicaron Como si nos tuvieran miedo del autor peruano Juan Carlos Cortázar, libro que «aborda la vida de dos mujeres trans que tienen una peluquería en un barrio marginal de Lima durante el conflicto armado de los años ochenta y noventa».
En abril de 2023 publicaron los cuentos infantiles Temprano en la mañana y No es hora de jugar del autor estadounidense Lawrence Schimel y la ilustradora letona Elina Braslina.
En noviembre de 2023 publicaron Las flores crecerán sobre mi cuerpo de TopoPanda. Este libro «aborda el descubrimiento del primer amor y también el desarrollo de una discapacidad motriz». En palabras de TopoPanda, este libro surge a partir de «los cuentos de mi infancia que siempre estaban llenos de aventura y nunca contemplaban a aquellas personas que no podían seguir ese viaje o tener esa aventura».